# Explosionsdruck
Unter Explosionsdruck {\displaystyle p_{\mathrm {exp} }} versteht man den unter festgelegten Bedingungen ermittelten Druck, der in einem geschlossenen Raum bei der Explosion in einer explosionsfähigen Umgebung bei bestimmter Zusammensetzung auftritt. Die Explosionsdrücke werden dabei als Überdrücke auf den Atmosphärendruck (1 bar) bezogen.

## Zu erwartender Explosionsdruck
Der zu erwartende Explosionsdruck {\displaystyle p_{\mathrm {erw} }} ist der maximale Druck, der in einem Anlagenteil bei einem realisierten Schutzkonzept (unter Berücksichtigung der gegebenen Anlagen, Verfahren und aller Betriebsparameter und -zustände) auftreten kann. Der zu erwartende Explosionsdruck kann nicht höher sein als der maximale Explosionsdruck {\displaystyle p_{\mathrm {max} }}, es sei denn, es ist in der Anlage ein Druck vorhanden, der höher als der Normaldruck (1 bar) ist.

## Maximaler Explosionsdruck
Mit dem maximalen Explosionsdruck bezeichnet man den höchsten ermittelten Explosionsdruck bei oben gegebenen Voraussetzungen.